# Omar Ricciardi
 (avril 2013).
Si vous disposez d'ouvrages ou d'articles de référence ou si vous connaissez des sites web de qualité traitant du thème abordé ici, merci de compléter l'article en donnant les références utiles à sa vérifiabilité et en les liant à la section « Notes et références ».
Pour les articles homonymes, voir Ricciardi.
Omar Ricciardi est un sculpteur né en 1937 en Argentine. Son œuvre s'inscrit, aux côtés de ses professeurs d’académie tels que le graveur Victor Delhez, et le sculpteur Lorenzo Domínguez (en).

## Biographie
Omar Ricciardi naît de parents italiens, le 13 août 1937 à la Rioja, subdivision de l’Argentine située au Nord-Ouest du pays. Au long des déplacements de son père, architecte des bâtiments, il passe la plus grande partie de son enfance à Buenos Aires, et l’accompagne à plusieurs reprises en Italie. Très jeune il manifeste son intérêt pour le dessin et la sculpture. En 1955 il entre à l'Académie des Beaux-Arts de Buenos Aires où il obtient le diplôme de professeur de sculpture, participe à des Salons et des expositions collectives, obtenant plusieurs prix nationaux.
Entre 1968 et 1969, il enseigne la sculpture à l’École nationale de Beaux-arts Prilidiano Pueyrredón de Buenos Aires. En 1978, il occupe le poste de directeur de la Culture de la ville de Mendoza. Il se consacre entièrement à l’art sculptural. Parallèlement, il développe de nouvelles techniques pour le moulage statuaire. Il travaille notamment à l’élaboration d’un stuc de marbre unique, s’inscrivant dans la continuité des techniques appliquées par les maîtres stucateurs de la Renaissance italienne. De 1975 à 1986, il enseigne également la sculpture à la Faculté d’art de l’université nationale de Cuyo à Mendoza. Omar Ricciardi réalise de nombreuses expositions de sculpture et obtient de multiples prix et récompenses. Parmi ceux-ci, on peut mentionner le financement d’un séjour de six mois à Londres en 1986, accordé par le Fonds National des Arts, son entrée remarquée à l’Académie nationale des Beaux-Arts (ANBA) en 1989, ainsi que l’obtention en 1998, du Grand Prix d’Honneur au Salon national des Beaux-Arts, installé à Buenos Aires. En 2001, entouré d’anciens élèves, il fonde les ateliers des Maestri Scultori ; il se consacre entièrement à l’art du moulage, sa véritable passion. L’atelier entre au service des musées du Capitole de Rome, du British Museum, et participe notamment en 2012 à la restauration du Mémorial de la Reine Victoria au palais de Buckingham.

## Expositions
- 1968 IV Biennale de Sao Paulo, Brésil.
- 1970 Salon International des Arts, Musée d’Art Moderne, Buenos Aires.
- 1977 Galerie Rubbers, Buenos Aires.
- 1980 Salon Palanza, Buenos Aires.
- 1982 Salon de Tucuman, Tucuman, exposition collective de sculpture.
- 1985 Salon de SculptureaArgentine, Fondation Lorenzutti, Buenos Aires.
- 1994 Galerie Palatina, Buenos Aires.
- 1998 Centre Culturel de la Recoleta, Buenos Aires, exposition rétrospective de ses œuvres.

## Prix et distinctions honorifiques
- 1962 Premier Prix du Salon de Cordoba, Argentine.
- 1968 Prix National de Santa Fé ; Institut de Promotion des Sciences, des Lettres et des Arts.
- 1974 Grand Prix du Salon Cinzano, Mendoza, Argentine.
- 1976 Premier Prix de Sculpture au Salon National d’Argentine.
- 1998 Grand Prix d’Honneur du Salon National des Beaux-Arts, Argentine.
- 2004 Prix du Salon Municipal des Arts Visuels, Musée Eduardo Sivori, Buenos Aires, Argentine.